# روآبروک دم‌قرقاولی
روآبروک دم‌قرقاولی (نام علمی: Hydrophasianus chirurgus) نام یک گونه از تیره روآبروکان است.